# Ranuihof

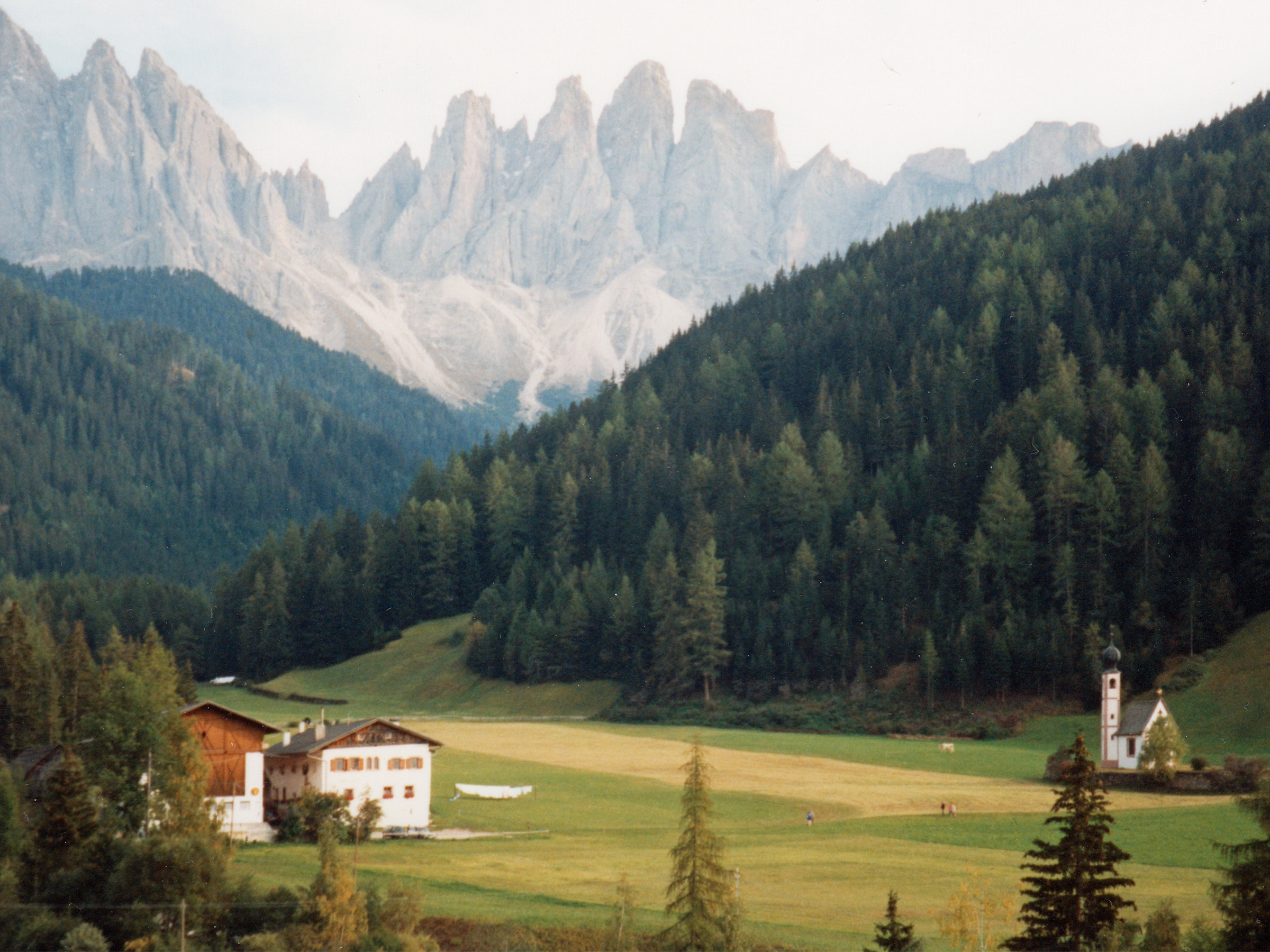
Ranuihof und -kirche

Der Ranuihof liegt im hinteren Villnößtal in der Ortschaft St. Magdalena der Gemeinde Villnöß in Südtirol auf einer Höhe von 1352 m. Er ist ein ehemaliger Ansitz, der heute bäuerlich und touristisch genutzt wird.
Die erste Erwähnung reicht auf das Jahr 1370 als „hof ze Rumenuye“ im Zusammenhang mit einem Berthold von Gufidaun zurück. 1665 erwarb der Klausener Handelsmann und Gastwirt Michael Jenner (1637–1723) den Hof und baute ihn zu seinem Sommersitz und Jagdschloss um. 1744 verkauften seine Nachkommen das Anwesen an Anton Runggatscher. Dieser Familie gehört der Hof nunmehr seit über zehn Generationen.

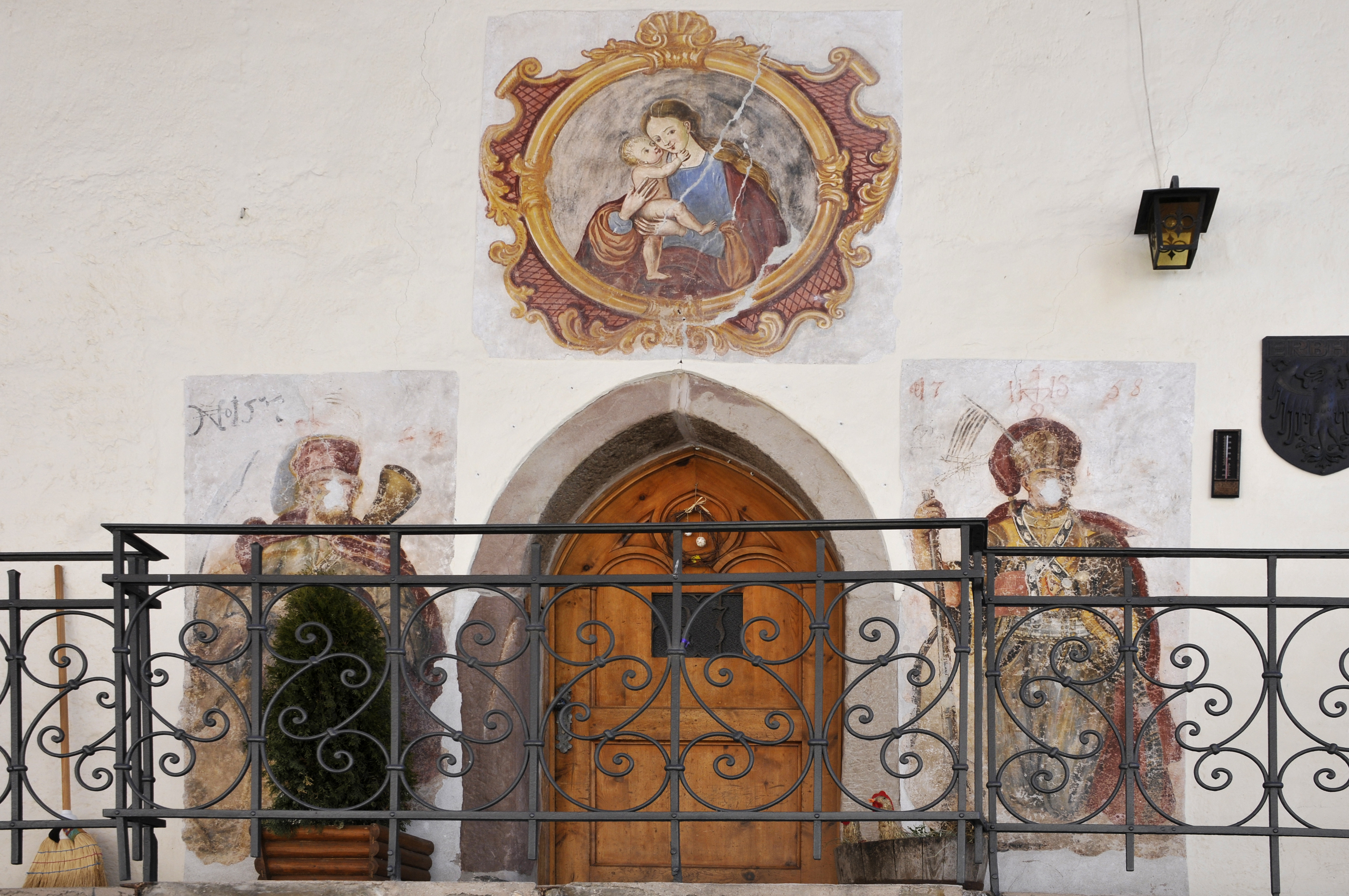
Eingang
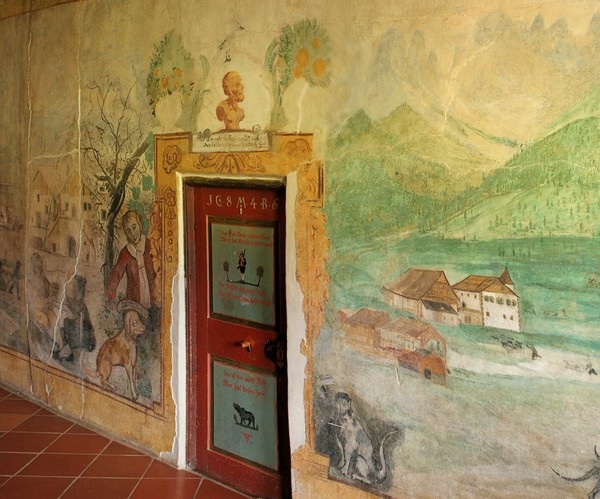
Fresken von 1682

Der Ranuihof ist ein dreistöckiger Massivbau, dessen Eingangsbereich an der Längsseite vorspringt. Über diesem erhob sich zur Zeit des Jagdschlosses ein kleiner Turm. Von kulturhistorischer Bedeutung sind neben den holzgetäfelten Stuben vor allem Fresken aus der Zeit des Michael Jenner. 14 Fresken von 1682 im Flur des ersten Stocks zeigen Szenen der Jagd und des Landlebens. Der Ansitz wurde von der Messerschmitt Stiftung teilsaniert.
Zum Ranuihof gehört ein etwa 100 Meter südwestlich im Wiesengelände gelegenes Kirchlein, die dem heiligen Johannes von Nepomuk geweihte Ranui-Kapelle. Sie wurde 1744 in barockem Stil von einem Mitglied der Jenner-Familie erbaut.
Seit 24. Juli 1950 stehen Hof und Kirche unter Denkmalschutz.